# Мехоношин, Кузьма Тимофеевич
Кузьма Тимофеевич Мехоношин — советский государственный деятель, председатель Коми-Пермяцкого окрисполкома (1933—1934).
Родился 18 октября 1903 года в семье крестьянина-бедняка в с. Верх-Юсьва Соликамского уезда (ныне Кудымкарский район). В 1914 г. с похвальным листом окончил 4-классное училище и поступил в 5 класс Кудымкарского реального училища.
После его окончания весной 1919 г. работал учителем в Кудымкаре, а с 1922 г. в школе 1-й ступени в Верх-Юсьве. Избирался секретарем комсомольской ячейки.
С февраля 1923 г. работал на заводе в Перми и на шахтах в Кизеле.
В 1924 г. обучался в Верхне- Камской окружной советско-партийной школе, после окончания которой в августе 1924 г. был назначен заведующим Юсьвинской школой крестьянской молодежи, где работал до августа 1927 г. В 1925 г. вступил в РКП(б).
Август 1927 — октябрь 1928 — ответственный секретарь Юсьвинского РК ВКП(б).
Прошел курсы по подготовке учителей, и с ноября 1928 по сентябрь1929 г. работал заведующим профшколой в с. Кува.
Январь — сентябрь 1930 — ответственный секретарь Кудымкарского РК ВКП(б).
С сентября 1930 по июль 1931 года первый директор Коми-Пермяцкого агротехнического техникума.
С 19 июля 1931 г. — ответственный редактор газеты «Ленин туй вылӧт».
3 декабря 1933 г. избран председателем Коми-Пермяцкого окрисполкома и в этой должности работал до 30 декабря 1934 г.
Дальнейшая судьба не выяснена. В списках репрессированных не значится.